# T+2
På finansmarknaderna är T+2 en kortnamn för handelstid plus två dagar som anger när värdepapperstransaktioner måste regleras.  
Tidsperioden är till för att certifikatet ska överföras från säljare till köpare, samt för köparen att överföra betalning till säljare. Tidigare gjordes detta fysiskt men hanteras numera digitalt.